# Demonax longissimus
Demonax longissimus är en skalbaggsart som beskrevs av Maurice Pic 1914. Demonax longissimus ingår i släktet Demonax och familjen långhorningar. Inga underarter finns listade i Catalogue of Life.